# Марк Папирий Красс
Марк Папирий Красс — римский диктатор. Назначен в 332 году до н. э. на фоне слухов о нашествии галлов, грозящих Риму.
Начальником конницы был назначен Публий Валерий Публикола.